# شهرستان کلیرفیلد (پنسیلوانیا)
شهرستان کلیرفیلد، پنسیلوانیا (به انگلیسی: Clearfield County, Pennsylvania) شهرستانی در ایالات متحده آمریکا است که در پنسیلوانیا واقع شده‌است.

## خصوصیات
شهرستان کلیرفیلد ۲٬۹۸۸٫۸۶ کیلومترمربع مساحت دارد.